# Premio Alassio Centolibri - Un autore per l'Europa
Il premio Alassio Centolibri – Un autore per l'Europa è un riconoscimento a cadenza annuale la cui finalità è il sostegno ed il miglioramento dei rapporti culturali con le nazioni europee, all'insegna di una crescente circolazione delle idee, fondamentale per lo sviluppo di uno spirito unitario nei cittadini dei vari paesi dell'Unione. Dal 1994 è organizzato e gestito dalla città di Alassio in collaborazione con la biblioteca sul mare “Renzo Deaglio”. Vanta l'alto patrocinio della Presidenza del Consiglio dei ministri, dei Ministero degli affari esteri e del Ministero dei beni e delle attività culturali e del turismo.
Nel 1974 il debutto con un giovanissimo Piero Angela (vincitore nel 2010 del "Premio Alassio per l'informazione culturale"). Lo hanno seguito autori del calibro di Carlo Levi, Giorgio Barberi Squarotti, Dacia Maraini: gli incontri proseguono ogni anno e contribuiscono a diffondere un'immagine di Alassio alternativa a quella legata unicamente al turismo estivo.

## La storia del premio
Il premio letterario è il punto di arrivo di venti anni di iniziative di promozione culturale sostenute dalla città di Alassio e dalla sua biblioteca. Dal 1974 i maggiori scrittori italiani si sono avvicendati sul palco della città del Muretto per presentare le loro opere, grazie agli “Incontri con l'autore”. Grazie al contributo di un gruppo di intellettuali e di operatori culturali gravitanti intorno alla biblioteca civica, nasce l'idea di concretizzare venti anni di iniziative di promozione culturale: data al 1994 la prima edizione del premio letterario "Un autore per l'Europa", assegnata a Gabriele Romagnoli. Seguono, in una manciata di anni, altri due riconoscimenti: nel 1999 il premio "Un editore per l'Europa" e nel 2006 il premio "Alassio per l'informazione culturale".
L'albo d'oro del premio comprende, tra gli altri, Francesco Biamonti, Maurizio Maggiani, Simonetta Agnello Hornby, Paola Mastrocola, Marcello Fois, Paolo Giordano, Margaret Mazzantini, Michela Murgia, Valeria Parrella e Fabio Stassi.

## Regolamento
Istituito nel 1995, il premio letterario “Alassio Centolibri - Un autore per l'Europa” nel 2014 celebra la 20ª edizione. Il riconoscimento è destinato alle opere letterarie pubblicate in Italia tra il 1º aprile dell'anno precedente e il 31 marzo di quello in corso. Prevede l'intervento di una commissione tecnica presieduta da Giovanni Bogliolo, già rettore dell'Università di Urbino, e composta da otto membri scelti tra insegnanti, lettori e critici letterari cui spetta la scelta di una rosa di cinque opere finaliste. A queste si aggiunge una sesta designazione indicata dai visitatori dello stand della città di Alassio al Salone internazionale del libro di Torino. Tutti gli autori presenziano ad una serie di incontri letterari di presentazione delle opere, programmati a partire dal mese di giugno nella città del Muretto. Poi tocca alla giuria composta da italianisti in forza presso le università estere o critici letterari stranieri che designano l'autore vincitore di ciascuna edizione.
La premiazione avviene ad Alassio con una cerimonia fissata per il 30 di agosto.

## Altro
Il premio “Un autore per l'Europa” è derivazione diretta della manifestazione Alassio Centolibri. Sulla scia della divulgazione culturale che anima l'evento si muovono anche il premio "Un editore per l'Europa" e il "premio Alassio per l'informazione culturale".

## Albo d'oro dei premiati
| Anno | Autore vincitore                        | Titolo libro insignito del premio        |
| ---- | --------------------------------------- | ---------------------------------------- |
| 1995 | Gabriele Romagnoli                      | In tempo per il cielo                    |
| 1996 | Rosetta Loy                             | Cioccolata da Hanselmann                 |
| 1997 | Francesco Guccini, Loriano Macchiavelli | Macaronì. Romanzo di santi e delinquenti |
| 1998 | Francesco Biamonti                      | Le parole la notte                       |
| 1999 | Maurizio Maggiani                       | La regina disadorna                      |
| 2000 | Ernesto Ferrero                         | N.                                       |
| 2001 | Bruno Arpaia                            | L'angelo della storia                    |
| 2002 | Laura Pariani                           | Quando Dio ballava il tango              |
| 2003 | Simonetta Agnello Hornby                | La Mennulara                             |
| 2004 | Paola Mastrocola                        | Una barca nel bosco                      |
| 2005 | Salvatore Mannuzzu                      | Le fate dell'inverno                     |
| 2006 | Claudio Piersanti                       | Il ritorno a casa di Enrico Metz         |
| 2007 | Marcello Fois                           | Memoria del vuoto                        |
| 2008 | Paolo Giordano                          | La solitudine dei numeri primi           |
| 2009 | Margaret Mazzantini                     | Venuto al mondo                          |
| 2010 | Michela Murgia                          | Accabadora                               |
| 2011 | Marta Morazzoni                         | La nota segreta                          |
| 2012 | Valeria Parrella                        | Lettera di dimissioni                    |
| 2013 | Fabio Stassi                            | L'ultimo ballo di Charlot                |
| 2014 | Giorgio Falco                           | La gemella H                             |
| 2015 | Paolo Rumiz                             | Come cavalli che dormono in piedi        |
| 2016 | Giuseppe Lupo                           | L'albero di stanze                       |
| 2017 | Donatella Di Pietrantonio               | L'Arminuta                               |
| 2018 | Roberto Alajmo                          | L'estate del '78                         |
| 2019 | Nadia Terranova                         | Addio fantasmi                           |
| 2020 | Melania Mazzucco                        | L'Architettrice                          |
| 2021 | Paolo Di Stefano                        | Noi                                      |
| 2022 | Paolo Colagrande                        | Salvarsi a vanvera                       |
| 2023 | Matteo Melchiorre                       | Il Duca                                  |
| 2024 | Federica Manzon                         | Alma                                     |